# آبانتو
آبانتو (به اسپانیایی: Abanto) یک شهرستان در اسپانیا با جمعیت ۱۲۴ نفر است که در استان ساراگوسا واقع شده‌است.